# Ómar Ingi Magnússon
Ómar Ingi Magnússon, né le 12 mars 1997 à Selfoss, est un handballeur professionnel islandais. Il joue au poste d'arrière droit pour le club allemand du SC Magdebourg depuis 2020 et en équipe nationale d'Islande depuis 2016.
En 2021, il a été élu sportif islandais de l'année (en).

## Palmarès

### En club
Compétitions internationales
- Vainqueur de la Ligue européenne (C3) (1): 2021
- Vainqueur de la Coupe du monde des clubs (2) : 2021 (en), 2022

Compétitions nationales
- Vainqueur de la Coupe d'Islande en 2016
- Vainqueur du Championnat du Danemark (2): 2019, 2020
- Vainqueur de la Coupe du Danemark (1): 2019

Compétitions internationales

### En équipe nationale
- 14e place au Championnat du monde 2017
- 13e place au Championnat d'Europe 2018
- 11e place au Championnat du monde 2019
- 20e place au Championnat du monde 2021
- 6e place au Championnat d'Europe 2022
- 12e place au Championnat du monde 2023

### Distinctions individuelles

#### En club
- élu sportif islandais de l'année (en) en 2021 et 2022
- meilleur buteur du Championnat d'Allemagne en 2020-2021 avec 274 buts sur 400 tirs

#### En sélection nationale
- meilleur buteur du Championnat d'Europe 2022 avec 59 buts